# Theodore Zedelius
Theodore Zedelius (* 25. Januar 1834 in Ovelgönne; † 10. Juni 1905 in Oldenburg) war eine deutsche Schriftstellerin, die auch unter dem Pseudonym Th. Justus publizierte.

## Leben
Theodore Zedelius war die Tochter eines Landarztes. Ihre Ausbildung erhielt sie teils in der Schule, teils durch den Vater. Nach dem Tode des Vaters zog sie mit der Mutter und zwei Schwestern 1866 nach Oldenburg. Von hier aus unternahm sie längere Reisen und verbrachte längere Aufenthalte auf den Nordseeinseln. Nachdem ihre Mutter und ihre Schwester Marie Zedelius gestorben waren, lebte sie weiter mit einer jüngeren Schwester in Oldenburg. Sie war von 1873 bis 1881 stellvertretende Vorsitzende, seit 18. Januar 1881 bis zu ihrem Tod im Jahr 1905 Vorsitzende des Vaterländischen Frauenvereins in Oldenburg. Ihr Grab befindet sich auf dem Oldenburger Gertrudenfriedhof.
Viele ihrer volkstümlichen Erzählungen, ihrer Essays, Novellen und ethnographischen Aufsätze sind heute schwer auffindbar. In ihrem Geburtsort Ovelgönne zeigt das Handwerksmuseum eine seit 2012 angeschaffte größere Sammlung von Büchern der beiden schreibenden Zedelius-Schwestern Marie und Theodore. Das Museumsgebäude war seit 1773 das Haus der Familie Rumpf, aus dem ihre Mutter stammte, schräg dahinter lag das Wohnhaus der Familie Zedelius. An diesem Haus befindet sich seit ca. 2006 eine Erinnerungstafel an die Zedelius-Schwestern. Ca. 2021 wurde in einem Ovelgönner Neubaugebiet eine Straße nach den Zedelius-Schwestern benannt, allerdings als „Geschwister Zedelius Straße“.

## Werke
- Tannenreis. Eine Weihnachtsgabe. Nordwestdeutscher Volksschriften-Verlag, Bremen 1877.[Anm 1]
- Auf dem Altenteile. Erzählungen. Nordwestdeutscher Volksschriften-Verlag, Bremen 1878.
- Auf schlimmen Wegen. Aus vergangenen Tagen. 2 Erzählungen. Nordwestdeutscher Volksschriften-Verlag, Bremen 1880.
- Ebbe und Flut. Aus tiefer Not. 2 Erzählungen. Nordwestdeutscher Volksschriften-Verlag, Bremen 1880.
- Aus böser Zeit oder Der Fall von Weinsberg. Geschichtliche Erzählung aus dem Bauernkrieg. Ensslin & Laiblin, Reutlingen 1885 (= Reutlinger Volksbücher. Band 30) (Digitalisat)
- Der Westerhof. Erzählung. Ensslin & Laiblin, Reutlingen 1885.
- In Sturmesfluten. Auf dem Moor. 2 Erzählungen. Ensslin & Laiblin, Reutlingen 1885.
- Um Geld und Gut. Eine Erzählung aus den Marschen. Ensslin & Laiblin, Reutlingen 1885.
- In Schutt und Asche. Eine Geschichte aus Deutschlands trübster Zeit. Ensslin & Laiblin, Reutlingen 1886.
- Aus vergangenen Tagen. Erzählungen. Liebeskind, Leipzig 1890.
- Am Küstensaum. Erzählungen. Liebeskind, Leipzig 1890. (Digitalisat)
- Strandgeschichten. Reclam, Leipzig 1894.
- Enoch Arden. Everdingshof. Zur rechten Stunde. 3 Erzählungen. Ensslin & Laiblin, Reutlingen 1896.
- Wrack. Wie es kommen kann. Weihnachtsfreuden. 3 Erzählungen. Ensslin & Laiblin, Reutlingen 1897.
- In Feuersgluten. Historischer Roman. Eckstein, Berlin 1898.
- Auf heimischer Erde. Ein Geschichtenbuch. 1899.
- Aus Volkes Mund. Eine Studie. Schulze, Oldenburg/Leipzig 1904.
- Wider einander. Mit Illustrationen von Reinhard de Witt. Meyer, Berlin 1905.
- Geleite, die draußen sind. Verlag des Volksbildungsvereins, Wiesbaden 1906 (= Wiesbadener Volksbücher. Band 72)
- An der Nordseeküste. Eine Erzählung aus schwerer Zeit. Ensslin & Laiblin, Reutlingen 1910.